# De koningin van Onderland (stripfiguur)
Prutelia Van Achterberg is een personage uit de Vlaamse stripreeks Jommeke. Haar echte naam werd voor het eerst genoemd in het album De Kovonita's. Ze wordt vooral aangesproken als de koningin van Onderland. Ze maakte in 1959 haar debuut in het gelijknamige stripalbum De koningin van Onderland. Jommeke is haar aartsvijand.
Voor bedenker Jef Nys stond dit nevenpersonage op de derde plek van zijn persoonlijke voorkeuren. Hij wilde met dit personage uitvinden waar de grens lag van enge personages in een kinderboek.

## Omschrijving
De koningin van Onderland is een nogal zonderlinge figuur. Het is een slanke grote vrouw met een wat ziekelijk uiterlijk. Ze is heel bleek, soms zelfs gelig en later groenachtig van huid. Haar grote ogen hebben wallen, maar bevatten de kracht om mensen te hypnotiseren. Doorgaans draagt ze een zwart kleed dat haar hele lichaam bedekt. Haar schoenen hebben hoge hakken en zijn zwart. Ze draagt eveneens een zwarte sluier die haar zwarte lange haren verbergen. Gezien zij zich koningin waant, draagt ze steevast een paars met witte cape en een gouden kroon. Haar uiterlijk is geïnspireerd op de koningin uit de Disney-tekenfilm, Sneeuwwitje en de zeven dwergen (1937).
Uit de reeks blijkt dat de koningin van Onderland waanzinnig is. Als nakomeling van een roemrijk adellijk geslacht is zij de eigenares van het verlaten en verwaarloosde kasteel van Achterberg. Het is een oude burcht in een dicht bos nabij Zonnedorp. Tijdens het verhaal Storm aan zee wordt er een zandkasteel gebouwd naar het model van dit kasteel. Het kasteel is tevens te zien in een gag van Biep en Zwiep.
Ze verblijft vaak in de psychiatrische instelling De Zoete Rust, maar als ze op vrije voeten is, verblijft ze in het kasteel. Ze heeft geen vrienden buiten haar zwarte katten, vanaf album 285 heeft ze een raaf. In sommige albums heeft ze een hulp, de domme kracht Zazof. Hij is de enige die haar als koningin aanziet. Ze schakelt ook wel andere vijanden, zoals Anatool of Kwak en Boemel in voor haar plannen om Jommeke uit te schakelen (Anakwaboe, Het pompoenenkasteel en Het oké-parfum), en de drie heksen in Pannenkoeken van Pierehaar.
Onderland is in feite een fictief land dat zij oprichtte in de kelders van haar kasteel. In het album De koningin van Onderland wil zij het land bevolken met kinderen die zij laat ontvoeren. Zij zou over hen regeren en zij zouden nooit meer het daglicht zien. Deze poging mislukt door toedoen van Jommeke, waarna hij en zijn vriendjes voor altijd haar aartsvijanden zijn. Hoewel Onderland als land in latere albums nauwelijks nog ter sprake komt, wordt zij steevast als de koningin van Onderland aangeduid.
De koningin van Onderland blijkt een nakomeling te zijn van de Egyptische koningin van Kachar El Nachar. (zie album 157, De koningin van Kachar El Nachar).
Doorheen heel de reeks is de koningin van Onderland, in tegenstelling tot andere schurken zoals Anatool of Kwak en Boemel en mede door haar zwakke geestesvermogen, altijd slecht. Daarnaast heeft ze andere doelen dan andere schurken, namelijk een koninkrijk stichten en wraak nemen op Jommeke en zijn vriendjes, terwijl Anatool, Kwak en Boemel op rijkdom uit zijn. Ze doet zich weliswaar nu en dan vriendelijk voor (zoals in De Kovonita's), maar dat is om andere doeleinden te bereiken. Ook verkleedt ze zich vaak om zo iemands vertrouwen te winnen of ergens te infiltreren (zoals in De bedrogen miljonair en Het verdwenen kasteel).

## Albums
De koningin van Onderland komt voor in volgende albums :
- 3. De koningin van Onderland
- 40. Anakwaboe
- 100. Het jubilee
- 118. De bedrogen miljonair
- 157. De koningin van Kachar El Nachar
- 164. Het verdwenen kasteel
- 181. De valse papegaai
- 201. De Kovonita's
- 210. Het pompoenenkasteel
- 249. Het oké-parfum
- 266 Pannenkoeken van Pierehaar
- 267 Olmek en Toltek
- 285 In de klauwen van Prutelia
- 297 Speelgoed overboord
- 298 De schrik van Onderland
- 301 Feest in Zonnedorp
- 303 De atchoembloem
- 321 Stoute Choco

Voorts komt ze ook voor in de kortverhalen Avontuur op Exploria, De Snoepkoning, Nog lang zal hij leven en De verschrikkelijke sneeuwman.

## In andere reeksen
- In het de satire-strip "Paniek in Stripland" speelt De koningin van Onderland een rol als een van de stripslechteriken.
- In het stripalbum "Waar is dat feestje?" uit de stripreeks Albert en Co zien we Fabiola in de rol van de kwade koningin van Onderland.
- In het stripalbum "De dode brievenbus" uit de stripreeks De Kiekeboes maakt Charlotte een vergelijking met de koningin van Onderland. Kiekeboe: "Je was zo kort tegen hem". Charlotte: "Iedereen beeft voor dat mens. Of ze de koningin van Onderland is.".